# 김병민
김병민(金炳玟, 1982년 2월 4일~)은 대한민국의 교육자, 정치인이다. 현재 경희대학교 행정학과에 객원교수로 재직중이며 시사 및 정치분야 방송 패널로 활동하고 있다. 국민의힘 당원이며, 2023년 3월 국민의힘 제3차 전당대회에서 최고위원에 선출되었다.

## 생애
1982년 서울에서 태어났다. 2000년 경희대학교 경제통상학부에 입학했으며, 2001년 입대하여 강원도 양구 2사단 32연대에서 병장 만기 전역하였다. 2006년 경희대학교 총학생회장 선거에 비운동권 후보로 출마하여 당선되었고, 2007년 한 해 동안 학내 문제에 집중하는 총학생회를 이끌었다. (학우들 사이에서는 학교의 지원을 받는 어용 총학생회라는 평가를 받았다.)
2010년 제5회 동시지방선거에서 28세 나이로 서초구의회 의원에 출마하여 당선되었다. 풀뿌리 지방자치 구현을 위해 전국 최초로 '대학생 아르바이트 조례'를 제정하는 등의 의정활동을 보였고, 서초구의 과오납된 부가세 문제를 지적하여 19억에 달하는 부가세 환급을 이끌어낸 바 있다.  이후 지방자치 현장에서 겪은 문제 해결을 위해 관련 공부를 병행했고, 2015년 2월 모교인 경희대학교에서 행정학 박사 학위를 취득했다. 현재 동 대학 행정학과에서 객원교수로 재직하며 '지방행정과 자치' 등의 과목을 현장의 경험과 접목하여 강의하고 있다.
청년세대의 문제 해결을 위한 청년정치인의 활동도 있었다. 전국청년지방의원협의회를 조직하여 초대 사무총장을 지냈고, 당시 소속된 한나라당에서 서울시당 미래세대위원장, 청년정책특별위원장을 지내기도 하였다. 이후 여의도연구원에서 정책자문위원으로 정책개발 등에 참여한 바 있다. 2012년 청년지방의원협의회를 통해 '청년발전기본법'을 국회에 청원한 바 있는데, 이후 '청년기본법' 등의 법안명으로 관련법 제정 논의가 활발히 진행 중이다.
지방의원 임기 종료 이후 채널A '신문이야기 돌직구쇼' 등 종편 방송에서 고정패널로 출연하고 있으며, 여러 뉴스 등 프로그램에서 정치 시사 평론가로 활발하게 활동 중이다.

## 학력
- 1994년: 서울용마국민학교 졸업
- 1997년: 용곡중학교 졸업
- 1997년~2000년: 대원고등학교 졸업
- 2000년~2008년: 경희대학교 경제통상학부 학사
- 2009년~2012년: 경희대학교 경영대학원 경영학 석사
- 2012년~2015년: 경희대학교 일반대학원 행정학 박사

## 경력
- 2007년 1월~2007년 12월: 경희대학교 총학생회 회장
- 경희대학교 대학평의원회 평의원
- 독도아카데미 창립 및 독도수호국제연대 대학특별위원회 위원장
- 제17대 대통령 선거 초청 토론회 기획 및 대담
- 제18대 국회의원 선거 한나라당 서울특별시당 서초구 을 당원협의회 기획팀장
- 미소금융 서울서초구지점 운영지원팀장
- 2010년 7월~2014년 6월: 제6대 서울특별시 서초구의회 의원(민선 5기, 서울 서초구 다 선거구, 한나라당→새누리당, 초선)
  - 제6대 전반기 서울특별시 서초구의회 운영위원회 부위원장
  - 제6대 전반기 서울특별시 서초구의회 예산결산특별위원회 위원장
  - 제6대 후반기 서울특별시 서초구의회 운영위원회 부위원장
  - 제6대 후반기 서울특별시 서초구의회 도시건설위원회 위원
- 사단법인 드림파머스 이사
- 2012년 7월~2015년 2월: 전국청년지방의원협의회 사무총장
- 구립 서초유스센터 운영자문위원
- 서초구립 중앙노인복지관 세대통합나눔 운동본부 고문
- 새누리당 서울특별시당 미래세대위원장
- 새누리당 중앙청년위원회 청년정책특별위원회 위원장
- 2015년 3월: 여의도연구원 정책자문위원
- 경희대학교 행정학과 강사("지방행정과 자치" 출강)
- 서울대학교 공학연구원 연수연구원(Post-Doc.)
- 서울연구원 초빙 부연구위원
- 2016년 9월~2019년 : 경희대학교 행정학과 겸임교수
- 사단법인 한국청소년시민학교 공동대표
- 2018년 11월~2020년 2월 : 국회 정치개혁특별위원회 자문위원
- 2019년~: 경희대학교 행정학과 객원교수
- 2020년 1월~2020년 2월: 자유한국당
- 2020년 2월~2020년 9월 미래통합당
- 2020년 2월~2020년 9월 미래통합당 서울특별시당 광진구 갑 당원협의회 위원장
- 2020년 5월~2020년 9월 미래통합당 비상대책위원회 위원
- 2020년 6월~2020년 9월 미래통합당 정강정책개정특별위원회 위원장
- 2020년 9월~2024년 6월 국민의힘
- 2020년 9월~2024년 6월 국민의힘 서울특별시당 광진구 갑 당원협의회 위원장
- 2020년 9월~2021년 6월 국민의힘 비상대책위원회 위원
- 2020년 9월 국민의힘 정강정책개정특별위원회 위원장
- 2020년 11월 : 국민의힘 청년당 창당 추진위원회 위원
- 2021년 2월 : 국민의힘 비전전략실 위원
- 2021년 3월~2021년 4월: 국민의힘 2021년 재보궐선거 중앙선거대책위원회 공동부위원장
- 2021년 3월~2021년 4월: 국민의힘 2021년 재보궐선거 서울특별시장 보궐선거 선거대책위원회 정책특별본부 청년일자리본부장
- 2021년 7월~2021년 11월: 국민의힘 윤석열 제20대 대통령 선거 예비후보 국민캠프 공보본부 대변인단 대변인
- 2021년 11월~2022년 1월: 국민의힘 살리는 선거대책위원회 중앙선거대책위원회 대변인단 대변인
- 2022년 1월~2022년 3월: 국민의힘 제20대 대통령 선거 선거대책본부 대변인단 대변인
- 2022년 9월~2023년 3월: 국민의힘 비상대책위원
- 2022년 11월: 국민의힘 이태원 사고조사 및 안전대책 특별위원회 위원 겸 국민안심 소위 위원 겸 대변인
- 국민의힘 서울특별시당 수석부위원장
- 2023년 3월~2023년 12월: 국민의힘 최고위원
- 2023년 5월: 국민의힘 청년정책네트워크 특별위원회 위원
- 2024년 7월~: 제58대 서울특별시 정무부시장

## 방송
- 채널A 《김진의 돌직구쇼》 출연(월~금 아침 9시~10시 20분)
- 종편 및 YTN 등 시사뉴스 패널 출연

## 역대 선거 결과
|  | 34.87% |

|  | 40.60% |

|  | 47.46% |

| 전임 강철원 | 제58대 서울특별시 정무부시장 2024년 7월 1일 ~ |  |